# 瓦拉河 (馬格拉河支流)

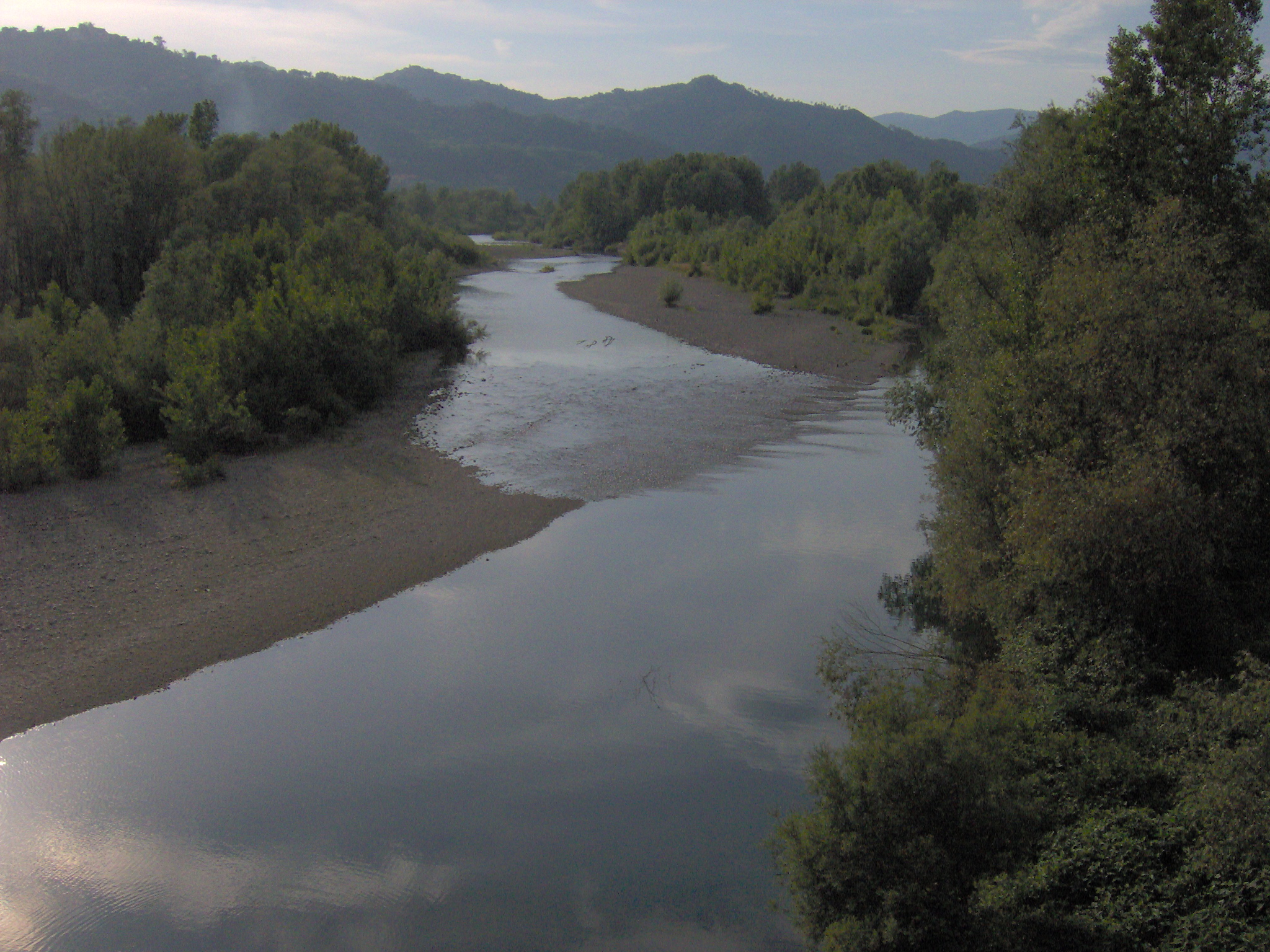

瓦拉河是意大利的河流，位於該國西北部拉斯佩齊亞省，屬於馬格拉河的右支流，河道全長58公里，平均流量每秒16立方米，最終注入聖斯泰法諾迪馬格拉。
44°09′N 9°53′E / 44.150°N 9.883°E